# Čang-šu
Čang-šu (čínsky pchin-jinem Zhāngshù, znaky zjednodušené 樟树, tradiční 樟樹) je městský okres ležící v městské prefektuře I-čchun v centrální části provincie Ťiang-si Čínské lidové republiky. Rozloha městského okresu je 1287 km², roku 2010 měl 537 000 obyvatel.

## Historie
V období Severní Sung zde vznikl speciální kraj Lin-ťiang (臨江), který byl vládou říše Jüan reorganizován na fiskální oblast. V mingském a čchingském období zde existovala prefektura Lin-ťiang, která zanikla až roku 1912 v souvislosti s reorganizací územního členění Číny po vzniku Čínské republiky.